# Bien culturel folklorique important de la Corée du Sud
Les biens culturels folkloriques importants de la Corée du Sud sont l'une des 4 catégorie de bien dans le systèmes de protection du patrimoine culturel de la Corée du Sud. Ils sont désignés par l'Administration du patrimoine culturel par la loi pour la protection des biens culturels, qui cible  « les choses typiques qui représentent les caractéristiques du mode de vie et de la culture de base de la Corée ». L'ancien nom était « Biens culturels populaires importants », et la loi pour la protection des biens culturels (loi n° 10000), qui a été entièrement révisée le 5 février 2011, est entrée en vigueur et est devenue un bien culturel populaire important. Le nom a été changé de 2016 pour le nom actuel.
La gestion des éléments désignés est effectuée par chaque gouvernement local et les musées et les particuliers qui possèdent les éléments désignés.
Depuis le 17 mai 2024 cette dénomination est abandonnée. En effet le système de classement du patrimoine a été entièrement revu à cette date.

## Galerie

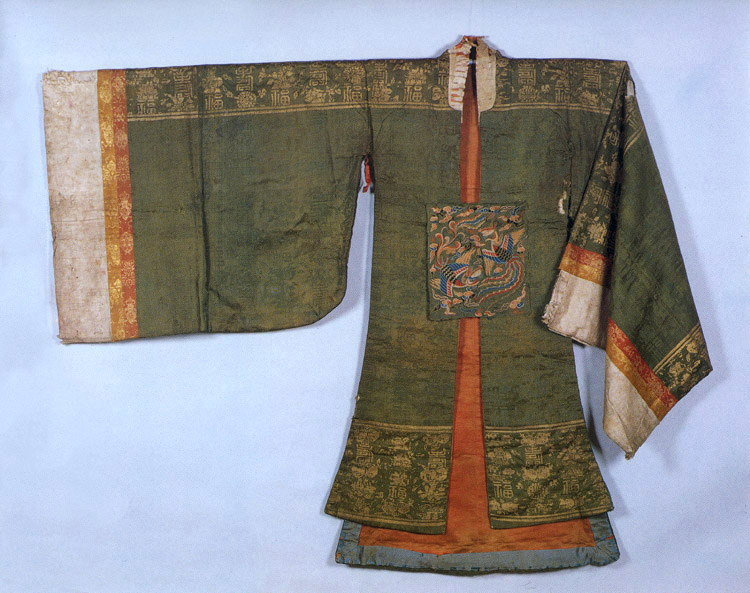
Vêtements portés par Yi Dan-ha et sa femme,  bien culturel folklorique important n°4
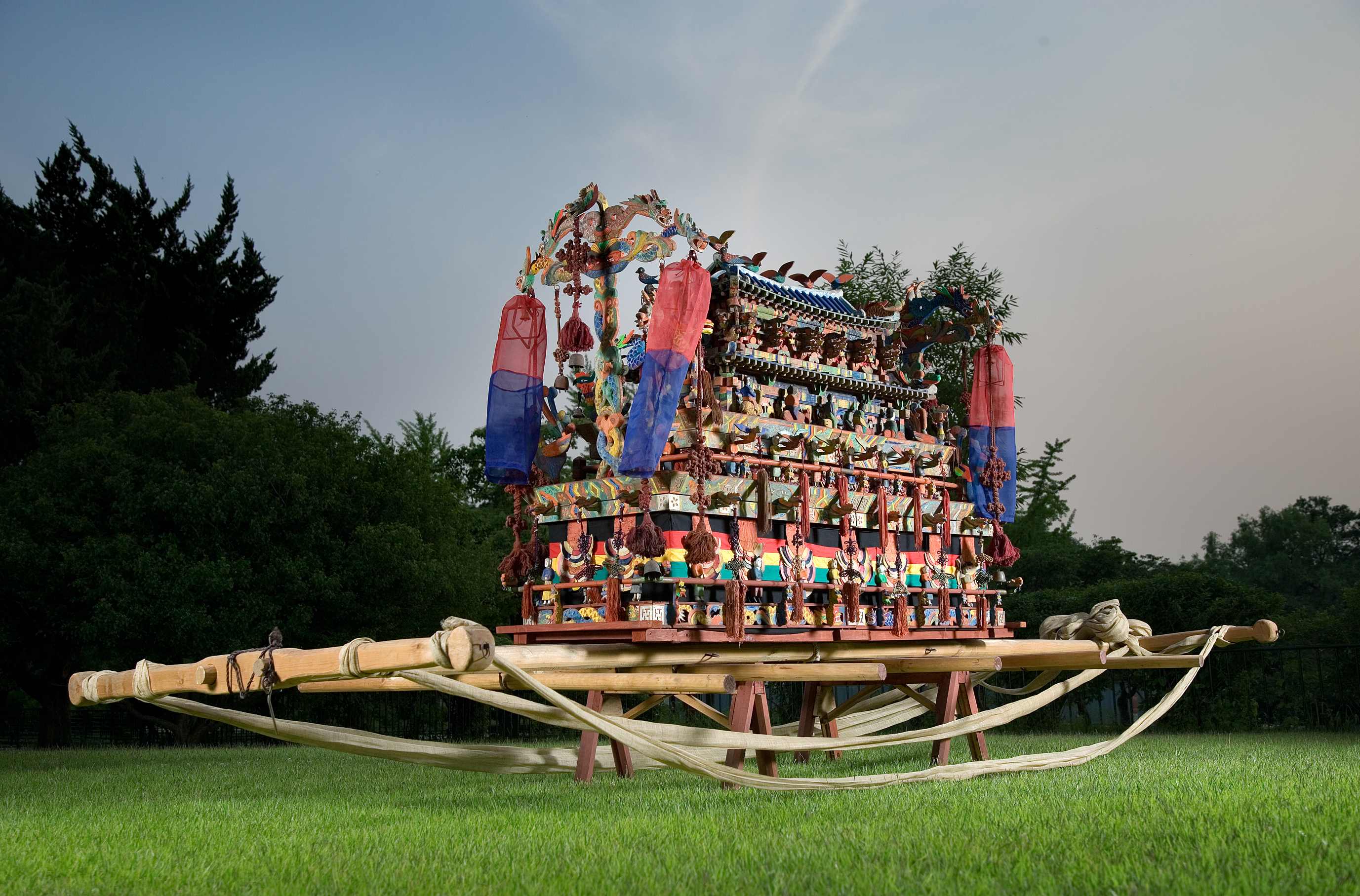
Le corbillard de Choi Pil-ju, bien culturel folklorique important n°230, musée folklorique national de Corée